# 손태영
손태영(1980년 8월 19일 ~ )은 대한민국의 미스코리아 출신 배우겸 유튜버이다.

## 학력
- 상명대학교 서울캠퍼스 무용예술학과 학사 (2003년 졸업)

## 출연작

### 드라마
- 2001년 KBS 2TV 월화미니시리즈 《순정》 ... 차다혜 역
- 2002년 MBC 수목미니시리즈 《리멤버》 ... 신지은 역
- 2003년 KBS 1TV 일일연속극 《백만송이 장미》 ... 박혜란 역
- 2005년 SBS 특별기획 《백만장자와 결혼하기》 ... 정수민 역
- 2006년 SBS 대하사극 《연개소문》 ... 이화낭자 역
- 2006년 MBC 단막극 《MBC 베스트극장 - 바다가 하는말》 ... 피바다 역
- 2006년 CGV 오리지널드라마 《프리즈》 ... 이화 역
- 2007년 KBS 2TV 월화드라마 《아이 엠 샘》 ... 신소이 역
- 2008년 KBS 2TV 드라마시티 《러브헌트, 서른빼기 셋》 ... 이경 역
- 2008년 SBS 드라마스페셜 《일지매》 ... 이연이 역
- 2009년 SBS 일일드라마 《두 아내》 ... 한지숙 역
- 2013년 SBS 월화드라마 《야왕》 ... 룸싸롱 손님 역(카메오)
- 2013년 KBS 2TV 주말연속극 《최고다 이순신》 ... 이혜신 역
- 2014년 TV조선 금토드라마 《불꽃 속으로》 ... 쿠미코 역
- 2016년 tvN 금토드라마 《THE K2》 ... 엄혜린 역
- 2017년 MBC 주말드라마 《당신은 너무합니다》 ... 홍윤희 역

### 영화
- 2004년 《귀신이 산다》 ... 수경 역
- 2005년 《기억이 들린다》 ... 여자 역
- 2005년 《3인 3색 러브스토리 - 사랑 즐감》
- 2005년 《새드 무비》 ... 최숙현 역
- 2007년 《경의선》 ... 이한나 역
- 2008년 《기다리다 미쳐》 ... 김효정 역

### 뮤직비디오
- 2001년 키스 - 여자이니까
- 2002년 이수영 - 라라라
- 2002년 이수영 - 빚
- 2005년 유미 - 추억은 시간이 지운다
- 2008년 레비 - 항상 내곁에

### 예능
- 2000년 KBS 2TV 《야! 한밤에》 MC
- 2001년 KBS 1TV 《가족오락관》 게스트
- 2001년 KBS 2TV 《영화 그리고 팝콘》 MC
- 2001년 MBC 《섹션TV 연예통신》 MC
- 2002년 SBS TV 《호기심천국》 MC
- 2004년 KBS 2TV 《해피투게더 시즌 1 책가방 토크, 쟁반 노래방》 게스트 차승원, 장서희, 유재석, 김제동과 함께 출연 (2004.09.09)
- 2004년 SBS TV 《김용만, 신동엽의 즐겨찾기》 20회 게스트 차승원, 장서희, 김용만, 신동엽과 함께 출연 (2004.09.14)
- 2008년 동아TV 《손태영의 Life Magazine》 MC
- 2011년 FashionN 《여배우하우스 시즌2》 ... MC
- 2015년 KBS 2TV 《레이디 액션》
- 2015년 SBS 《런닝맨》 특별출연
- 2015년 MBC 《나의 머니 파트너: 옆집의 CEO들》
- 2016년 MBC 드라마넷 《취향저격: 뷰티플러스 시즌1》 MC
- 2016년 KBS 2TV 《살림하는 남자들》 MC
- 2017년 sky ENT 《뷰티스카이시즌2》 MC
- 2017년 SBS  《미운 우리 새끼》 스페셜MC (2017. 10. 29. ~ 2017. 11. 05.)

### 광고
- 2016년 프라임D&C 광천 프라임 아너팰리스(광주광역시 서구)